# Powiat pyrzycki
Powiat pyrzycki är ett distrikt (powiat) i nordvästra Polen, tillhörande Västpommerns vojvodskap. Huvudort är Pyrzyce. Distriktet har 39 930 invånare (år 2009).

## Administrativ kommunindelning
Distriktet har sammanlagt sex kommuner, varav två är stads- och landskommuner och fyra är landskommuner:

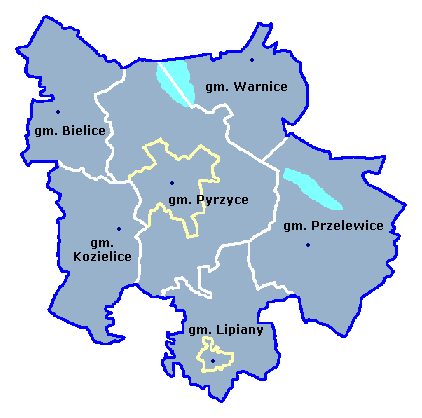
Kommunindelning

### Stads- och landskommuner
Huvudorten i följande kommuner är en stad:
- Lipiany
- Pyrzyce

### Landskommuner
Följande kommuner saknar städer:
- Bielice
- Kozielice
- Przelewice
- Warnice